# اسکای نیوز سانرایز
سانرایز (به انگلیسی: Sunrise) برنامه‌ای صبحگاهی از اسکای نیوز است که مابین ساعت ۶:۰۰ تا ۹:۰۰ صبح در روزهای غیر تعطیل هفته و ۶:۰۰ تا ۱۰:۰۰ صبح در آخر هفته‌ها پخش می‌شود و برای اولین بار در فوریهٔ ۱۹۸۹ روی آنتن رفت. از فوریهٔ ۲۰۰۷ تاکنون، قسمت‌های اولِ هفتهٔ برنامه، سانرایز با ایمون هولمز خوانده می‌شود زیرا که هولمز به تنهایی بخش اعظم برنامه را ارائه می‌دهد و شارلوت هاوکینز نیز تازه‌های اخبار را پوشش می‌دهد. قسمت‌های آخرِ هفتهٔ برنامه (جمعه تا یکشنبه)، سانرایز با مارک لانگهورست نام دارند.